# Jean-Claude Malgoire

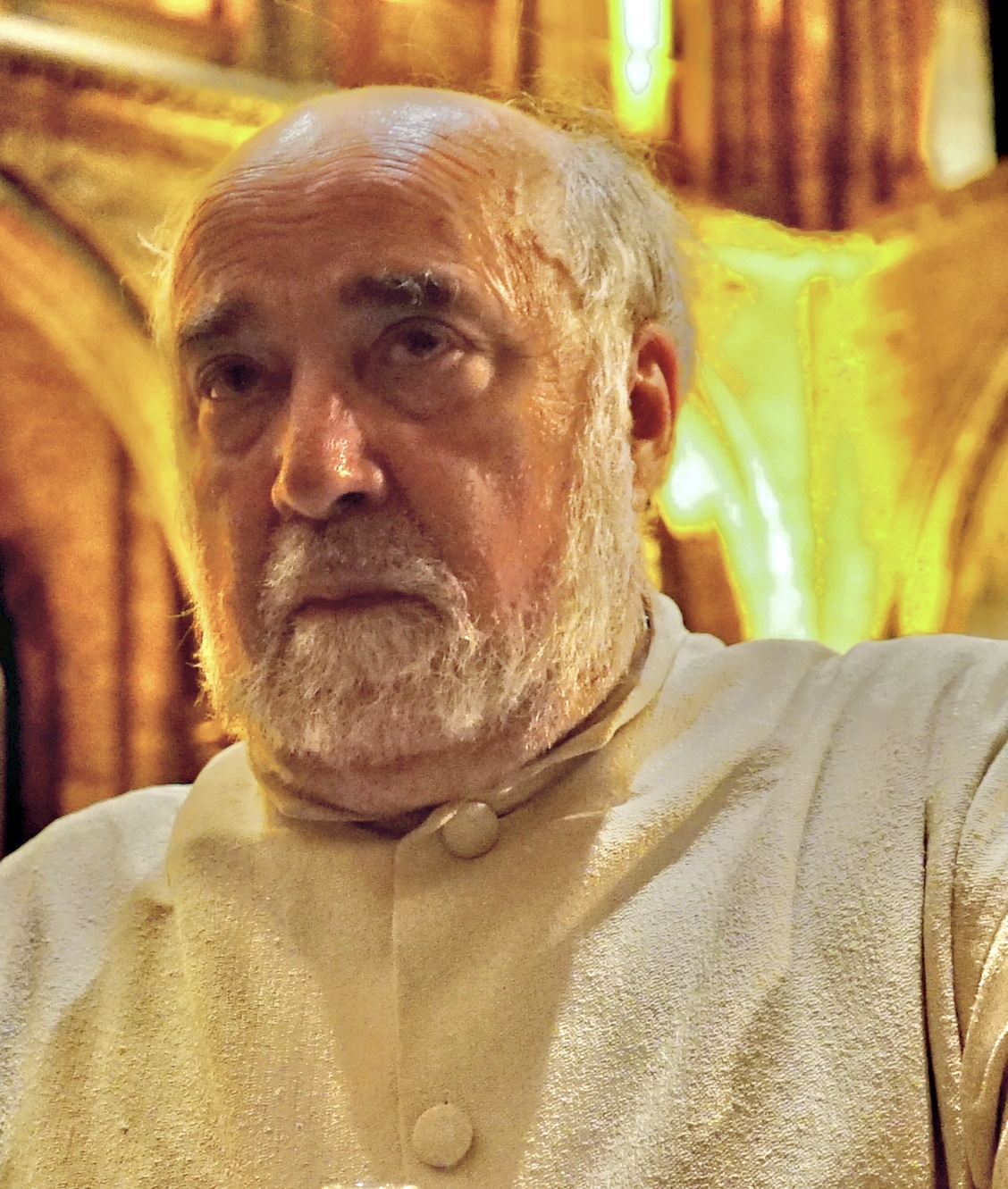
Jean-Claude Malgoire in 2015

Jean-Claude Malgoire (Avignon, 25 november 1940 – Parijs, 14 april 2018) was een Frans dirigent, musicoloog, muziekpedagoog, hoboïst en althoboïst. Hij werd beschouwd als een van de belangrijkste Franse dirigenten op het gebied van de oude muziek, maar zijn repertoire was veelzijdiger en breder.

## Levensloop

### Opleiding
Malgoire begon zijn muzikale studies in zijn geboortestad. Vervolgens studeerde hij hobo en compositie aan het Conservatoire national supérieur de musique te Parijs en behaalde eerste prijzen voor solospel en kamermuziek.

### Hoboïst
Zijn muzikale carrière begon hij als hoboïst in verschillende orkesten, zoals het Orchestre de la Régie Autonome des Transports Parisiens (RATP), het Orchestre de la Société des Concerts du Conservatoire en vooral als solo-althoboïst in het Orchestre de Paris onder leiding van Charles Münch. In 1966 won hij de 1e prijs bij het Concours international de Genève. Zijn interesse in eigentijdse muziek is door opnames van muziek van Heinz Holliger, Niccolò Castiglioni en Makoto Shinohara op cd gedocumenteerd. In 1972 werd hij onder leiding van Bruno Maderna als 1e hoboïst naar het Ensemble Européen de Musique contemporaine gehaald.

### Dirigent
Tijdens zijn baan als althoboïst in het Orchestre de Paris ontwikkelde hij zijn interesse voor het dirigeren en de musicologie. Hij was als dirigent werkzaam in Kopenhagen, Stockholm, het Royal Opera House Covent Garden te Londen, de Opéra Garnier te Parijs, de operahuizen in Karlsruhe, Palermo en aan het Teatro Real (Koninklijk Theater) te Madrid. In 1966 was hij medeoprichter van La Grande Écurie et la Chambre du Roy, een instrumentaal ensemble dat zich bezighield met de uitvoeringen van barokmuziek. Met dit ensemble gaf hij meer dan 2.000 uitvoeringen in de gehele wereld.
Later stichtte hij een tweede ensemble Atelier Lyrique de Tourcoing, dat de "authentieke uitvoeringspraktijk" propageerde van opera's uit de barok en nog vroeger. Concertreizen met dit ensemble brachten de hoge kwaliteit van zijn uitvoeringen aan het licht. Dit kreeg bijval van publiek en critici. Te noemen zijn twee  van Rameau-producties, het ballet Les Indes galantes in 1974 tijdens het "English Bach Festival" en de opera Hippolyte et Aricie in 1978 in het Royal Opera House Covent Garden. Met dit ensemble won hij (in 1983 met Monteverdi's L’incoronazione di Poppea en in 1995 met de Mozart/Da Ponte-trilogie Le nozze di Figaro, Don Giovanni en Così fan tutte) twee keer de prijs voor de beste operaproductie  op cd van het jaar.
Een verder hoogtepunt was de uitvoering van de opera Tancrède uit 1702 van de Franse componist André Campra tijdens het "Aix-en-Provence Festival" in 1986. In 2001 voerde hij een nieuwe versie van de opera Catone in Utica van Antonio Vivaldi op.
Naast zijn interesse voor de muziek uit de 17e en 18e eeuw was hij een van de weinige dirigenten, die immer weer ontdekkingen deden in het repertoire van de 19e en 20e eeuw. Hij werkte samen met het Orchestre National de France, het Orchestre National de Lille, het Orchestre de Paris, het Orchestre National d’Île de France, de Dresdener Philharmonie en het Filharmonisch Orkest van Krakau. In het voorjaar van 2009 leidde hij de opvoering van Aubers Fra Diavolo aan de Opéra Royal de Wallonie.

### Overlijden
Malgoire overleed in 2018 op 77-jarige leeftijd in een ziekenhuis in Parijs.

## Discografie
- Cd
  - Bach, L'Art de la Fugue
  - Bizet, L'Arlésienne, Valois/Audivis
  - Campra, Requiem - Miserere, Virgin
  - Gossec, Missa pro Defunctis
  - Gluck, Orfeo ed Euridice, Astrée Auvidis
  - Haendel, Messiah, Naïve
  - Haendel, Agrippina, Dynamic
  - Lully, Alceste, Astrée Audivis
  - Monteverdi, L'Orfeo, Dynamic
  - Mozart, La trilogie Mozart/Da Ponte, Naïve
  - Mozart, Petite musique de nuit, K525
  - Mozart, Requiem version Rio, K617
  - Neukomm, Requiem
  - Neukomm, Missa Solemnis pro die acclamationis Johannis VI,
  - Rameau, Les Paladins, Verany
  - Salieri, Falstaff, Dynamic
  - Vivaldi, Catone in Utica, Dynamic
  - Vivaldi, Musique religieuse, Beatus vir, Gloria, CBS
  - Vivaldi, Montezuma, Audivis
  - Vivaldi, Vêpres pour la Nativité de la Vierge, Naïve
  - Divers compositeurs, Le tourdion
- Dvd
  - Haendel, Agrippina, Dynamic
  - Monteverdi, L'Orfeo, Dynamic